# Stafett

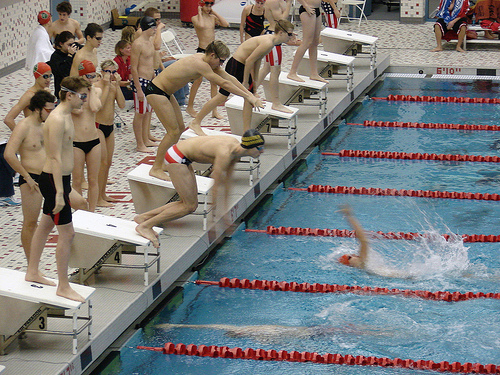
Växling i simningens stafett.

Stafett är en tävlingsgren inom sport, exempelvis i de i grunden individuella grenarna löpning, längdskidåkning, orientering och skidorientering, där ett lag delar upp sig på oftast fyra personer och tar sig fram genom att varje lagmedlem har hand om var sin sträcka, i vissa fall måste en pinne eller ett rör (hylsa) föras fram under tävlingen. Vid inhemska tävlingar i olika länder tävlar oftast klubbarna eller distriktsförbunden, medan det oftast är länder som gör upp om segern vid de stora internationella tävlingarna.

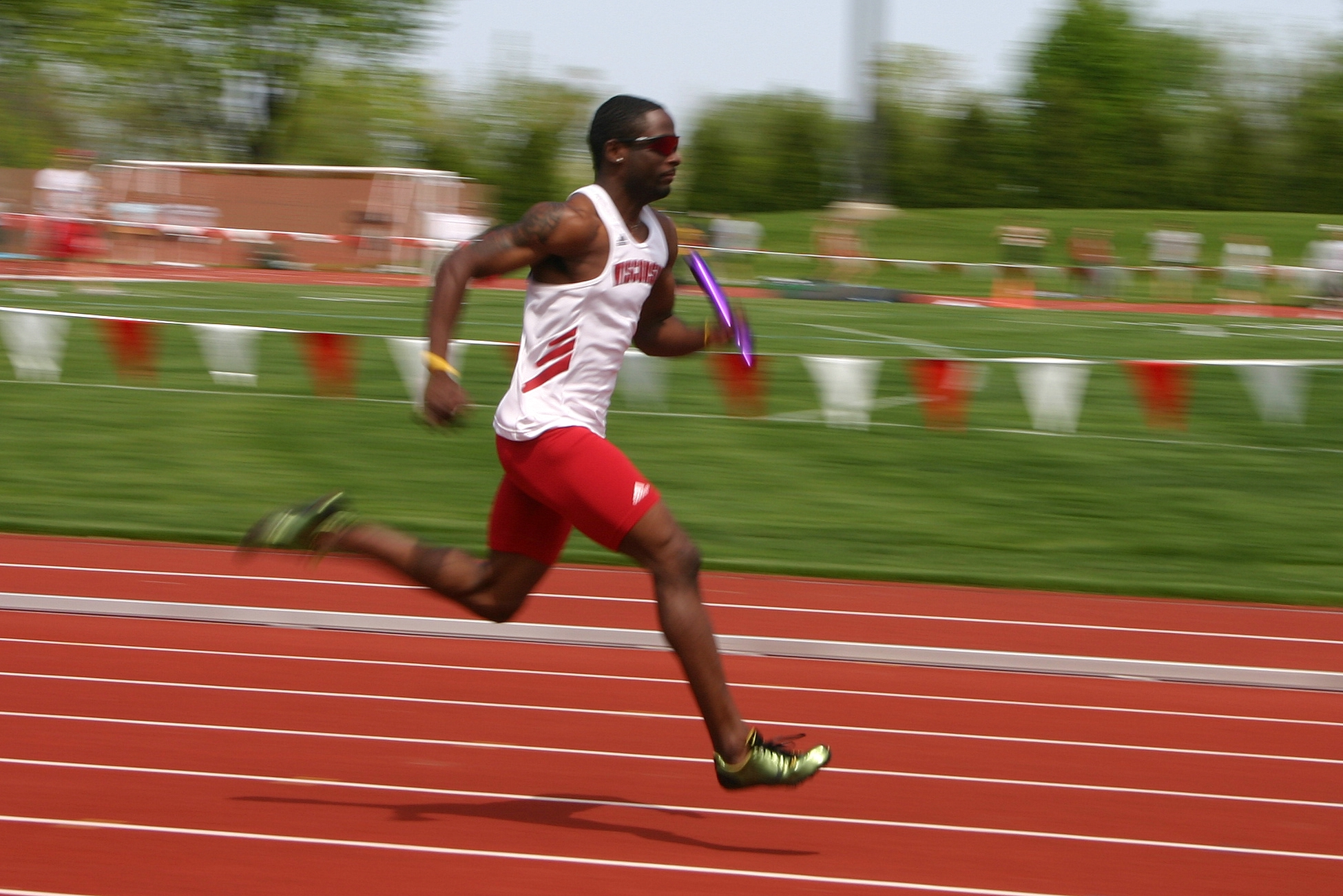
En stafettlöpare från Wisconsin, USA.

Inom friidrottens stafettlöpning finns idag två officiella stafettdistanser: 4 × 100 meter och 4 × 400 meter, flera världsrekord är satta av svenska stafettlag. Utöver dessa arrangeras ofta stafetter på en mängd andra distanser. Pinnen ska ha en längd av 26 till 30 cm och en diameter av minst 12 cm samt en vikt av minst 50 g. Endast löparen som tappar sin pinne får plocka upp den igen.
Inom längdskidåkning tävlar man i internationella mästerskap på distanserna 4 x 10 km (herrar) och 4 x 5 km (damer). Vid dessa tävlingar körs vanligen de två första sträckorna i klassisk stil och de två sista i fristil. I nationella mästerskap och mindre tävlingar kör man ofta i stället 3 x 10 respektive 3 x 5 km. Det förekommer även att herrarna tävlar på 4 x 7,5 km. 
I skidskytte är stafetterna vid mästerskap 4 x 7,5 km (herrar) och 4 x 6 km (damer). Varje stafettsträcka har då en liggande och en stående skjutning, och deltagarna har 3 extraskott tillgängliga vid varje skjutning. Om man fortfarande efter 3 extraskott inte har träffat alla mål måste man köra en straffrunda. 

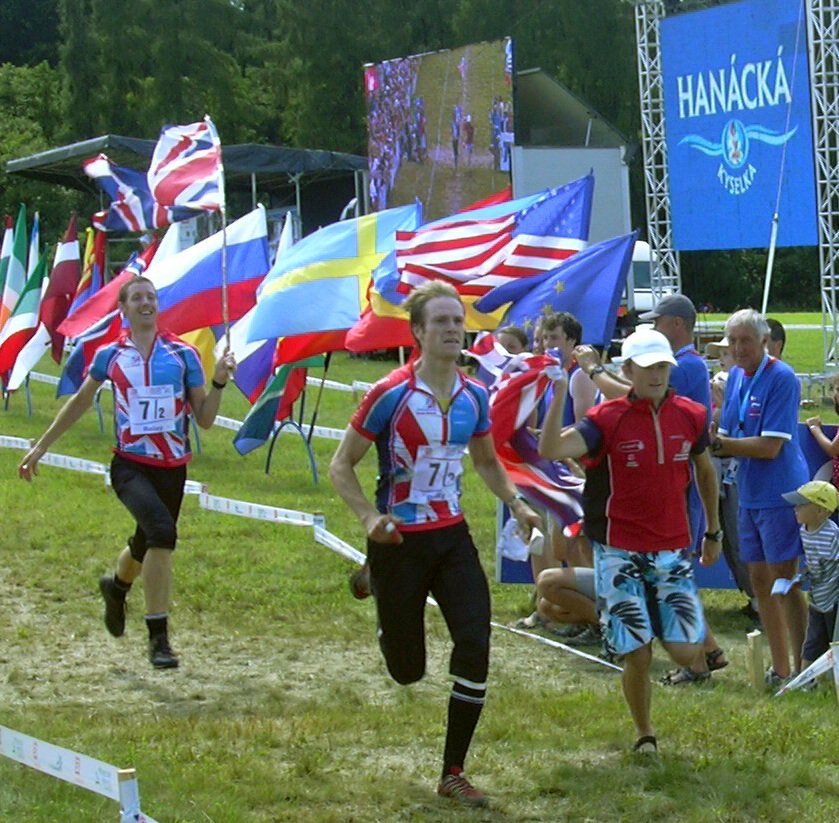
Stafett vid världsmästerskapen i orientering 2008 i Olomouc.

Sverige har under 1900-talet varit framgångsrika i stafett inom främst längdskidåkning, orientering och skidorientering, medan till exempel USA haft framgångar i löpningsstafetter.

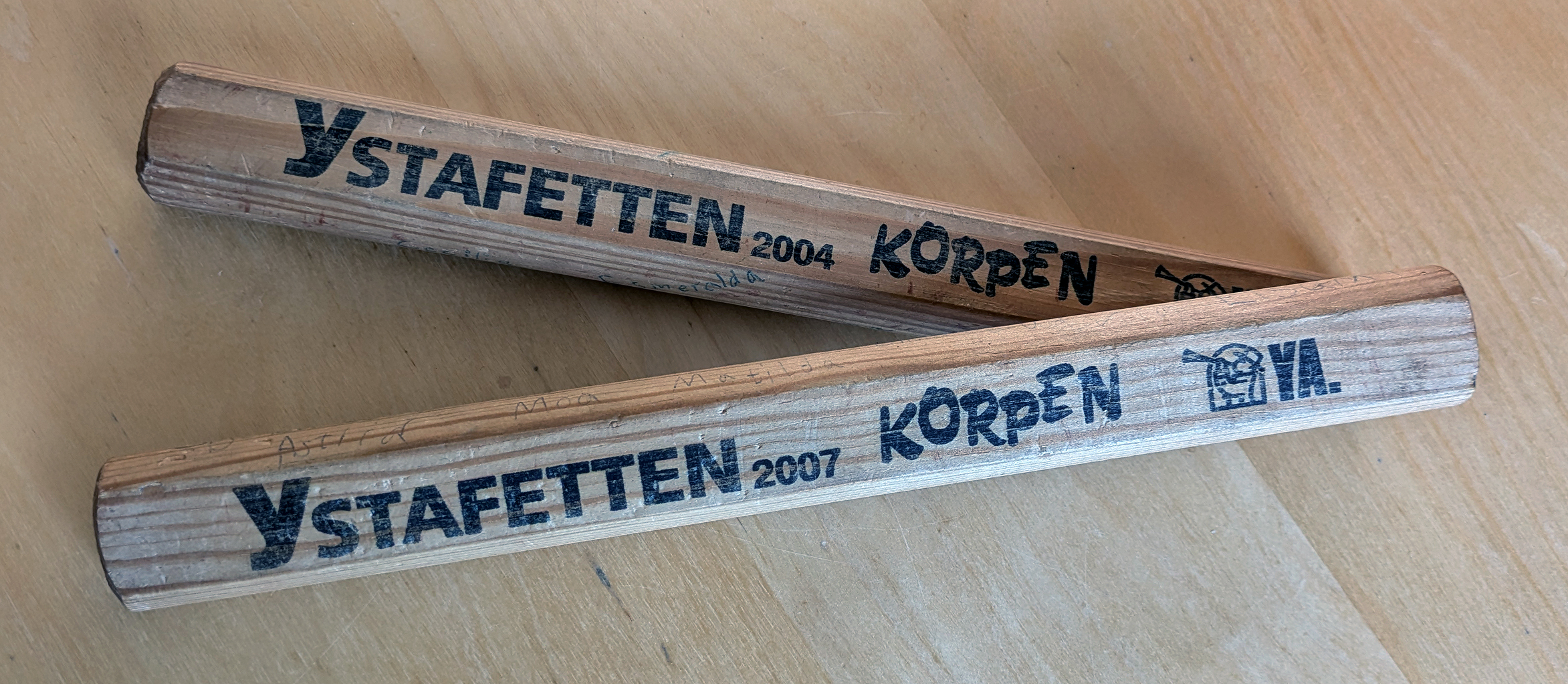
Stafettpinnar från Korpens stafetter 2004 och 2007, sponsrade av Ystads Allehanda

## Budkavle
Stafettävlingar har i vissa sporter också gått under namnet budkavle, men denna term är numera mindre vanlig. Fram till början av 2005 var det den officiellt använda termen inom orientering. En kvarleva från denna tid är tävlingsnamn som Tiomilabudkavlen och Smålandskavlen.
Även i skidorientering användes tidigare begreppet budkavle om stafetterna.